# Rhyacophila ulmeri
Rhyacophila ulmeri là một loài Trichoptera trong họ Rhyacophilidae. Chúng phân bố ở miền Cổ bắc.